# Kwinti
El kwinti és una llengua criolla basada en l'anglès de Surinam estretament relacionada amb el ndyuka i parlada pels kwintis. L'idioma té menys de 300 parlants, i dividit del crioll de plantació, que actualment es coneix com sranan tongo a mitjan segle xviii. L'alternança de codi amb Sranan Tongo i neerlandès era comú entre la generació més jove el 1973, i al voltant del 70% de la tribu s'ha traslladat a les zones urbanes. UNESCO la considera una llengua amenaçada.
Als anys setanta, Jan English-Lueck va recollir un vocabulari de 500 paraules. A diferència del ndyuka, la lletra r es pronuncia de manera similar al sranà tongo i al neerlandès, tot i que s'ha descobert més tard parlants sense r. Al voltant de tres quartes parts de les paraules eren semblants a Sranan Tongo, molt poques (aproximadament un 3%) eren relacionades amb el matawai i aproximadament un 17% no es trobaven en la resta de criolls i provenien principalment del neerlandès. Les diferències es poden explicar per l'educació, ja que segons un estudi del 2011 la població de Witagron tenia un bon domini de neerlandès i de sranan tongo.